# Tour de France 1954
Il Tour de France 1954, quarantunesima edizione della Grande Boucle, si svolse in ventitré tappe tra l'8 luglio e il 1º agosto 1954, per un percorso totale di 4 669 km. Fu vinto per la seconda volta dal passista-scalatore francese Louison Bobet (al terzo podio della carriera nella Grande Boucle, considerando anche il terzo posto ottenuto nell'edizione 1950).
Si trattò della diciottesima edizione della corsa a tappe francese vinta da un corridore di casa. Bobet avrebbe poi vinto il Tour anche per una terza e ultima volta, nell'edizione 1955, diventando così il primo ciclista a vincere la corsa a tappe francese per tre anni consecutivi. Bobet concluse la corsa con il tempo di 140h06'05", precedendo in classifica generale due corridori svizzeri: il passista-scalatore Ferdi Kübler (al secondo ed ultimo podio nel Tour dopo il trionfo nell'edizione 1950) e Fritz Schär (al primo ed unico podio della carriera nella Grande Boucle).
La corsa fu caratterizzata dall'assenza dei ciclisti italiani. In Italia erano entrati nel mercato dei nuovi sponsor “extrasportivi”, abbinamenti extra-ciclistici promossi da Fiorenzo Magni con la sua "Nivea-Fuchs". La novità provocò la protesta dei ciclisti francesi, che per questo non parteciparono al Giro. In risposta allo "sgarbo", la Federazione Ciclistica Italiana decise di non inviare una squadra al Tour. A maggio, il capo della Federazione Adriano Rodoni annunciò che i corridori italiani non avrebbero partecipato alla corsa.

## Tappe
| Tappa  | Data      | Percorso                                        | km    | Vincitore di tappa | Leader cl. generale |
| ------ | --------- | ----------------------------------------------- | ----- | ------------------ | ------------------- |
| 1ª     | 8 luglio  | Amsterdam (NLD) > Brasschaat (BEL)              | 216   | Wout Wagtmans      | Wout Wagtmans       |
| 2ª     | 9 luglio  | Beveren (BEL) > Lilla                           | 227   | Louison Bobet      | Wout Wagtmans       |
| 3ª     | 10 luglio | Lilla > Rouen                                   | 219   | Marcel Dussault    | Wout Wagtmans       |
| 4ª-1ª  | 11 luglio | Circuito di Rouen-les-Essarts (cron. a squadre) | 10    | Svizzera           | Louison Bobet       |
| 4ª-2ª  | 11 luglio | Rouen > Caen                                    | 131   | Wim van Est        | Louison Bobet       |
| 5ª     | 12 luglio | Caen > Saint-Brieuc                             | 224   | Ferdi Kübler       | Louison Bobet       |
| 6ª     | 13 luglio | Saint-Brieuc > Brest                            | 179   | Dominique Forlini  | Louison Bobet       |
| 7ª     | 14 luglio | Brest > Vannes                                  | 211   | Jacques Vivier     | Louison Bobet       |
| 8ª     | 15 luglio | Vannes > Angers                                 | 190   | Fred De Bruyne     | Wout Wagtmans       |
| 9ª     | 16 luglio | Angers > Bordeaux                               | 343   | Henk Faanhof       | Wout Wagtmans       |
|        | 17 luglio | giorno di riposo                                |       |                    |                     |
| 10ª    | 18 luglio | Bordeaux > Bayonne                              | 202   | Gilbert Bauvin     | Wout Wagtmans       |
| 11ª    | 19 luglio | Bayonne > Pau                                   | 241   | Stan Ockers        | Wout Wagtmans       |
| 12ª    | 20 luglio | Pau > Luchon                                    | 161   | Gilbert Bauvin     | Gilbert Bauvin      |
| 13ª    | 21 luglio | Luchon > Tolosa                                 | 203   | Fred De Bruyne     | Gilbert Bauvin      |
| 14ª    | 22 luglio | Tolosa > Millau                                 | 225   | Ferdi Kübler       | Louison Bobet       |
| 15ª    | 23 luglio | Millau > Le Puy-en-Velay                        | 197   | Dominique Forlini  | Louison Bobet       |
| 16ª    | 24 luglio | Le Puy-en-Velay > Lione                         | 194   | Jean Forestier     | Louison Bobet       |
|        | 25 luglio | giorno di riposo                                |       |                    |                     |
| 17ª    | 26 luglio | Lione > Grenoble                                | 192   | Lucien Lazaridès   | Louison Bobet       |
| 18ª    | 27 luglio | Grenoble > Briançon                             | 216   | Louison Bobet      | Louison Bobet       |
| 19ª    | 28 luglio | Briançon > Aix-les-Bains                        | 221   | Jean Dotto         | Louison Bobet       |
| 20ª    | 29 luglio | Aix-les-Bains > Besançon                        | 243   | Lucien Teisseire   | Louison Bobet       |
| 21ª-1ª | 30 luglio | Besançon > Épinal                               | 134   | François Mahé      | Louison Bobet       |
| 21ª-2ª | 30 luglio | Épinal > Nancy (cron. individuale)              | 72    | Louison Bobet      | Louison Bobet       |
| 22ª    | 31 luglio | Nancy > Troyes                                  | 216   | Fred De Bruyne     | Louison Bobet       |
| 23ª    | 1º agosto | Troyes > Parigi                                 | 188   | Robert Varnajo     | Louison Bobet       |
| Totale | Totale    | Totale                                          | 4 656 |                    |                     |

## Squadre e corridori partecipanti
| N.    | Cod.    | Squadra              |
| ----- | ------- | -------------------- |
| 1-10  | FRA     | Francia              |
| 11-20 | NLD     | Paesi Bassi          |
| 21-30 | BEL     | Belgio               |
| 41-50 | ESP     | Spagna               |
| 51-60 | CHE     | Svizzera             |
| 61-70 | LUX/AUT | Lussemburgo/ Austria |

| N.      | Cod. | Squadra         |
| ------- | ---- | --------------- |
| 71-80   | NEC  | Nord Est-Centro |
| 81-90   | OVE  | Ovest           |
| 91-100  | SES  | Sud-Est         |
| 101-110 | IDF  | Île-de-France   |
| 111-120 | SOV  | Sud-Ovest       |

## Resoconto degli eventi
Al Tour 1954 parteciparono 110 corridori, dei quali 69 giunsero a Parigi.
Tornarono, in questa edizione, le semitappe. In totale, infatti, furono previste ventitre tappe, ma in realtà le frazioni del Tour furono venticinque.
Il vincitore Louison Bobet fu leader della classifica alla fine di sedici frazioni sulle venticinque corse. Egli conquistò una prima volta la maglia gialla al termine della quarta frazione, quando si corse una cronometro a squadre di 10 km nel Circuito di Rouen-les-Essarts e mantenne il simbolo del primato fino all'ottava frazione. Riprese poi la maglia gialla alla fine della quindicesima frazione per poi mantenerla fino al traguardo di Parigi.
Bobet fu l'undicesimo corridore della storia del Tour de France ad imporsi in almeno due edizioni, dopo Lucien Petit-Breton, Philippe Thys (fino a quel momento unico ad imporsi in tre edizioni), Firmin Lambot, Ottavio Bottecchia, Nicolas Frantz, André Leducq, Antonin Magne, Sylvère Maes, Gino Bartali e Fausto Coppi. Come Petit-Breton, Thys, Bottecchia e Frantz, Bobet vinse queste due edizioni consecutivamente.
Lo stesso Louison Bobet e il belga Fred De Bruyne furono i corridori che vinsero il maggior numero di frazioni, tre ciascuno su venticinque prove.
In questa edizione del 1954, per la prima ed unica volta nella storia del Tour de France, due svizzeri sono saliti sul podio.
L'elvetico Ferdi Kübler, su cinque partecipazioni totali al Tour de France, arrivò al traguardo di Parigi due volte (nelle altre tre si ritirò), ed in entrambi i casi ottenne il podio (vincitore nel 1950, sulla piazza d'onore nel 1954).
Nell'edizione seguente della Grande Boucle (1955), Bobet trionferà nuovamente eguagliando il primato di vittorie (tre) fino a quel punto detenuto dal lontano 1920 dal belga Philippe Thys, e diventando il primo corridore della storia a vincere in tre edizioni consecutive del Tour.

## Classifiche finali

### Classifica generale - Maglia gialla
| Pos. | Corridore       | Squadra   | Tempo      |
| ---- | --------------- | --------- | ---------- |
| 1    | Louison Bobet   | Francia   | 140h06'05" |
| 2    | Ferdi Kübler    | Svizzera  | a 15'49"   |
| 3    | Fritz Schär     | Svizzera  | a 21'46"   |
| 4    | Jean Dotto      | Sud-Est   | a 28'21"   |
| 5    | Jean Malléjac   | Ovest     | a 31'38"   |
| 6    | Stan Ockers     | Belgio    | a 36'02"   |
| 7    | Louis Bergaud   | Sud-Ovest | a 37'55"   |
| 8    | Vincent Vitetta | Sud-Est   | a 41'14"   |
| 9    | Jean Brankart   | Belgio    | a 42'08"   |
| 9    | Gilbert Bauvin  | NE-centro | a 42'21"   |

### Classifica a punti - Maglia verde
| Pos. | Corridore     | Squadra     | Punti |
| ---- | ------------- | ----------- | ----- |
| 1    | Ferdi Kübler  | Svizzera    | 215,5 |
| 2    | Stan Ockers   | Belgio      | 284,5 |
| 3    | Fritz Schär   | Svizzera    | 286,5 |
| 4    | Wim van Est   | Paesi Bassi | 502,5 |
| 5    | Louison Bobet | Francia     | 513   |

### Classifica scalatori
| Pos. | Corridore             | Squadra       | Punti |
| ---- | --------------------- | ------------- | ----- |
| 1    | Federico Bahamontes   | Spagna        | 95    |
| 2    | Louison Bobet         | Francia       | 53    |
| 3    | Richard Van Genechten | Belgio        | 46    |
| 4    | Jean Le Guilly        | Île-de-France | 38    |
| 5    | Jean Dotto            | Sud-Est       | 32    |

### Classifica a squadre
| Pos. | Squadra     | Tempo      |
| ---- | ----------- | ---------- |
| 1    | Svizzera    | 420h29'57" |
| 2    | Francia     | a 18'27"   |
| 3    | Belgio      | a 32'19"   |
| 4    | Paesi Bassi | a 1h09'00" |
| 5    | Sud-Ovest   | a 1h13'37" |